# Jonas Jerebko
Jonas Jerebko, född 2 mars 1987 i Kinna, är en svensk basketspelare.  
År 2009 blev han den förste svensk som värvats till den amerikanska basketligan National Basketball Association (NBA). Efter totalt 10 säsonger i NBA med fyra olika lag (Detroit Pistons, Boston Celtics, Utah Jazz och Golden State Warriors) där det under sista säsongen räckte hela vägen till finalserien (förlust mot Toronto Raptors) flyttade Jerebko till Ryssland för spel i Moskvaklubben BC Chimki. I mars 2022 skrev Jerebko på ett kontrakt för CSKA Moskva.  
Jerebko vann SM-guld med Plannja Basket från Luleå säsongen 2006–2007 och han utsågs även till årets rookie (nykomling) i den svenska basketligan. 
Han var under flera veckor rankad som en av NBA:s tio bästa förstaårs-spelare. I och med att han blev vald som nummer 39 i värvet var detta en stor bedrift. Han blev även uttagen till NBA:s match för de bästa förstaårs-spelarna i ligan, The Rookie Challenge (Rookies vs Sophomores). 
Efter idrottsåret 2009 belönades Jonas Jerebko med BT-plaketten och valdes på Idrottsgalan 2010 i Sverige till Årets nykomling.
Jerebko är en av få nordiska basketspelare som har spelat i NBA. Förutom honom är det  Torgeir Bryn (Norge), Lauri Markkanen (Finland), Hanno Möttölä (Finland) och Jeffery Taylor (Sverige) som har spelat i den nordamerikanska ligan.

## Basketkarriär
Jonas Jerebko spelade i Marbo Basket innan han inför säsongen 2006/2007 kontrakterades av Plannja Basket, där han redan i sin första säsong ledde laget till SM-guld. Han blev dessutom utsedd till Årets Rookie denna säsong. 
Jerebko spelade i den italienska klubben Angelico Biella innan han i NBA-värvet den 25 juni 2009 valdes av Detroit Pistons i den andra rundan (nummer 39 totalt). I början av augusti 2009 skrev han på kontraktet för Detroit Pistons.

### Debuten i NBA 2009

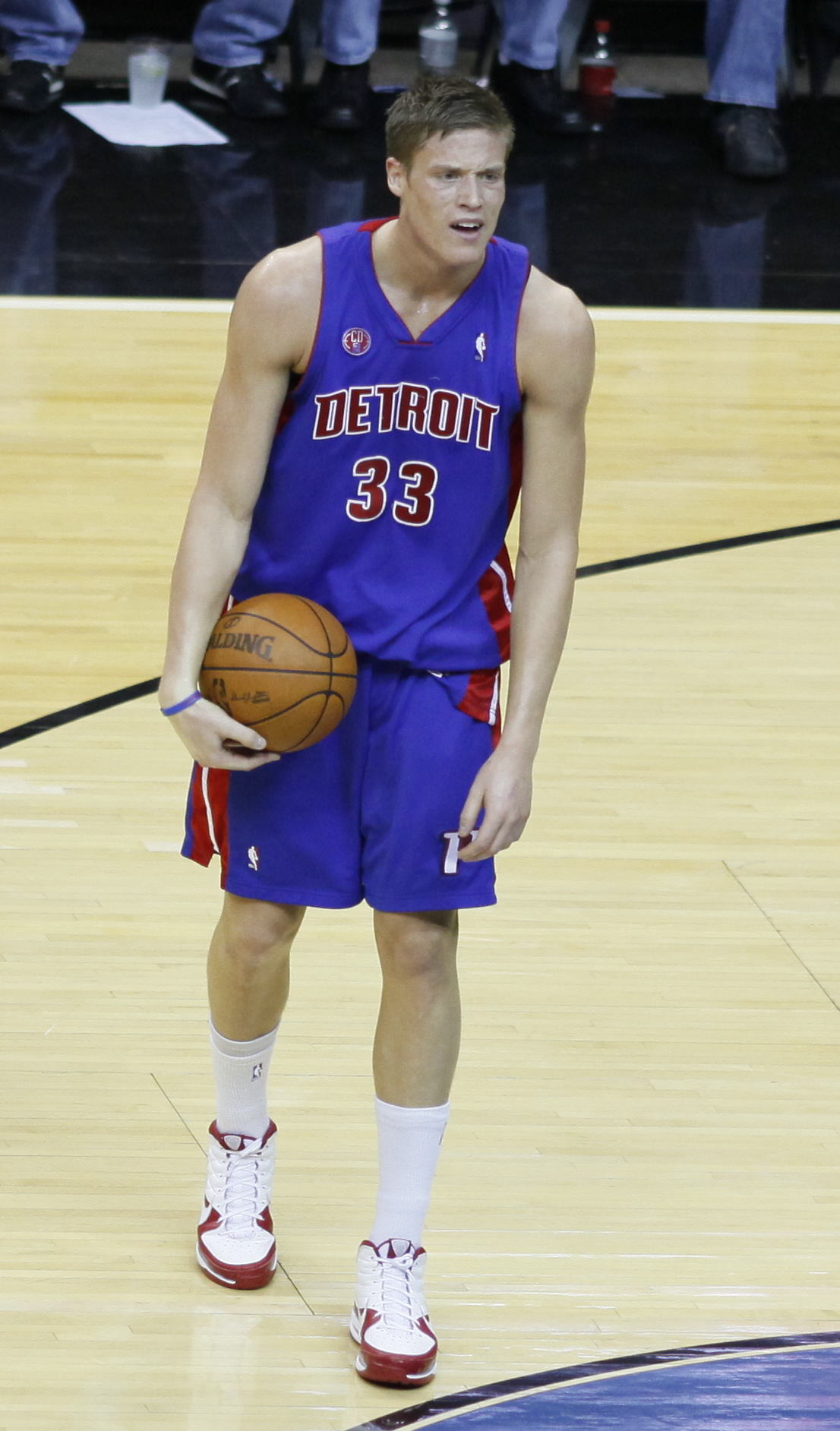
Jonas Jerebko i Detroit Pistons 2009.

I Jonas Jerebkos första träningsmatch i NBA fick han matchstraff då han och Miami Heats Jamaal Magloire drog ner varandra liggande på planen, Magloire svingade ett slag mot Jerebko som knuffade bort honom men knuffen tog i ansiktet på Magloire, och Jerebko fick matchstraff. Det gjorde att han missade premiären (mot Memphis Grizzlies) och i nästa match blev han bänkad (mot Oklahoma City Thunder). NBA-debuten kom istället i nästföljande match mot Milwaukee Bucks då han klev in i andra quartern och spelade sex minuter.
Nästa match var ett litet genombrott. Detroits storstjärna Tayshaun Prince blev skadad, och Jerebko fick spela från start mot Orlando Magic. Där blev hans uppgift att markera och stoppa storstjärnan Vince Carter. Jerebko gjorde en bra insats, eftersom Carter "bara" gjorde 15 poäng i matchen. Detroit vann matchen mot Orlando med 85-80. 
I nästa match fick Jerebko återigen förtroendet från start borta mot Toronto Raptors. I den matchen satte han sina första poäng (åtta poäng i matchen), och några matcher senare när Detroit spelade mot Philadelphia gjorde Jerebko tio poäng och tog fem returer på 20 minuters speltid.
Jerebko har haft en bra start på sin NBA-karriär, då han har fått mycket beröm från sina coacher, lagkamrater och fans. Pistons headcoach, John Kuester, säger att Jerebko spelar med energi, intensitet och passion när han är på planen och säger samtidigt att Jerebko är en hard worker som ständigt försöker bli bättre.
Jonas Jerebko hade under november och december 2009 en hel del stormatcher. I en match mot Los Angeles Clippers gjorde han 22 poäng och tog fem returer. En match hade han tio poäng och elva returer, i en annan 16 poäng och sju returer.

### 2015–2019

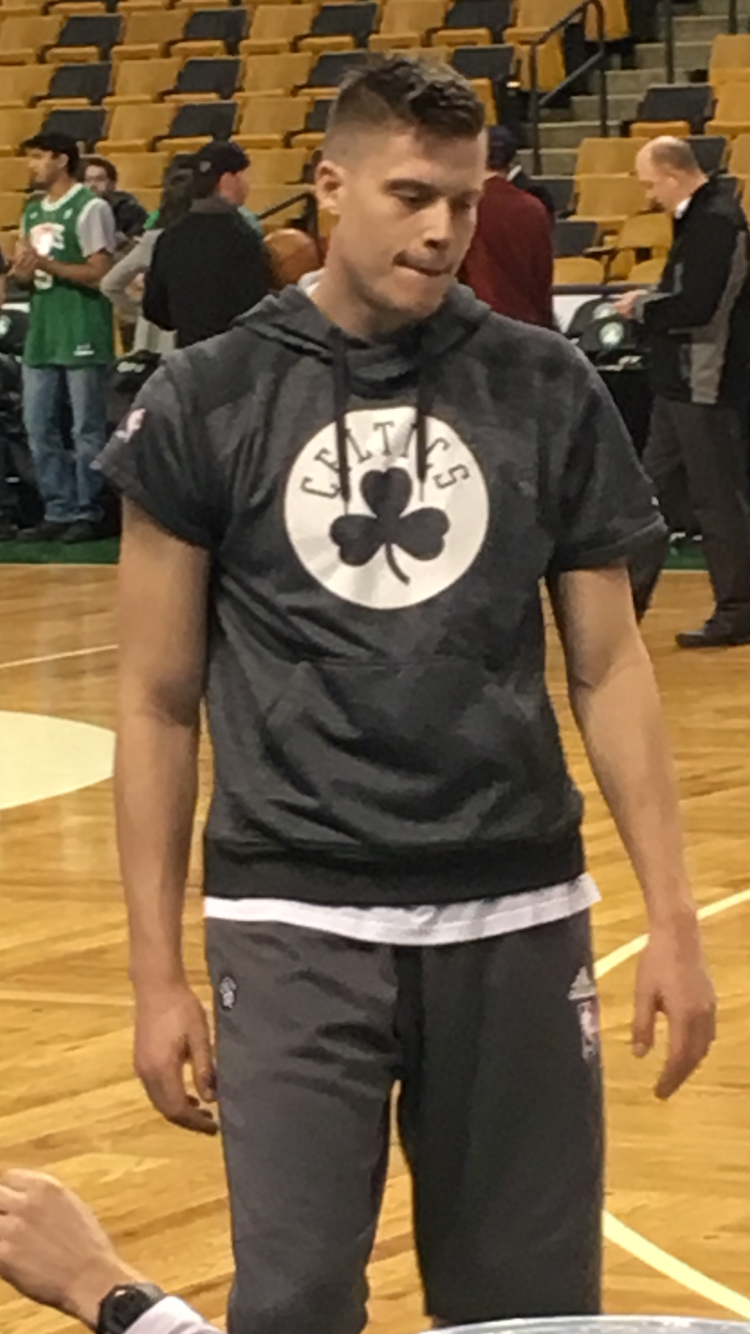
Jonas Jerebko i Boston Celtics 2016.

Under slutet av sin sjätte säsong i Detroit Pistons bytte Jerekbo klubb till Boston Celtics. Klubbytet skedde den 19 februari 2015 och innebar att Jerebko började spela i tröjnummer 8 istället för 33. Dittills hade Jerebko spelat 46 matcher, där han i snitt per match spelat 15 minuter och gjort 5,2 poäng, 3,1 returer och 1 assist.
Debuten i Boston var den 23 februari och innebar en förlust med 111–118 mot Los Angeles Lakers. Den första matchen mot Jerebkos tidigare klubb efter hans klubbyte vann Boston på bortaplan med 113–103.

### 2019–2021
Efter totalt 10 säsonger i NBA med fyra olika lag (Detroit Pistons, Boston Celtics, Utah Jazz och Golden State Warriors) där det under sista säsongen räckte hela vägen till finalserien (förlust mot Toronto Raptors) flyttade Jerebko till Ryssland för spel i Moskvaklubben BC Chimki. Där spelade han under två säsonger (19/20 och 20/21).

### 2022–
I mars 2022 skrev Jerebko på ett kontrakt för den ryska klubben CSKA Moskva. Detta skedde under Ryssland invasion av Ukraina vilket ledde till omfattande kritik och föranledde att sponsorer omgående bröt pågående sponsoravtal med Jerebko. Svenska Basketbollförbundet beslutade att stänga av Jerebko från landslagsspel efter beslutet att flytta till Ryssland och CSKA Moskva då det strider mot Svensk Baskets värderingar. 2023 fick Jonas Jerebko hedersomnämnandet Busgroggen av Johnny Bode-sällskapet för att han i mars 2022 valde att skriva kontrakt med det ryska laget CSKA Moskva.